# میخیلو ریابی
میخیلو ریابی (انگلیسی: Mykhailo Riabyi؛ زادهٔ ۹ مهٔ ۱۹۸۳) بازیکن فوتبال اهل اوکراین است.